# Mario Kart 7
A Mario Kart 7 (マリオカート7; Hepburn: Mario Kāto Sebun) 2011-ben megjelent versenyjáték, a Mario Kart sorozat hetedik főbb kiadása és a harmadik kézikonzolos változata. A játékot a Nintendo EAD és a Retro Studios fejlesztette, illetve a Nintendo jelentette meg Nintendo 3DS-re. A játékosok a sorozat korábbi tagjaihoz hasonlóan gokart-versenyeken vehetnek részt különböző Mario-témájú versenypályákon, a tizenhét választható Mario-szereplő irányításával. Versenyzés közben a játékosok felhasználhatják a pályák bizonyos pontjain elszórt „power-up-tárgyakat”, melyek akadályozzák az ellenfeleket. A játék újdonságai között szerepel a gokartok sárkányrepülő-kiegészítői, a víz alatti vezetés lehetősége, a belső nézetből való vezetés, illetve a járművek teljes testreszabhatósága. A Mario Kart 7 nyolc játékosig támogatja a helyi és az internetes többjátékos módokat. A játék 2011 decemberének elején jelent meg világszerte.
A játék a Super Mario 3D Land utáni második Nintendo 3DS-cím, melyből több mint 5 millió példányt adtak el. 2012-ben a Nintendo bejelentette, hogy az általuk korábban megjelentetett Nintendo 3DS-játékokkal egyetemben Nintendo eShop letölthető címként újra megjelentetik a játékot. A letölthető verzió 2012. október 4-én jelent meg a PAL területeken, 2012. október 18-án Észak-Amerikában, illetve 2012. november 1-jén Japánban. 2020. március 31-ig világszerte 18,71 millió példányt adtak el a játékból, ezzel minden idők legkelendőbb 3DS-játéka lett. A Mario Kart 7 pozitív kritikai fogadtatásban részesült, a Metacritic és a GameRankings gyűjtőoldalakon 85/100-as, illetve 85,17%-os átlagpontszámon áll.

## Játékmenet

A belső nézetből való versenyzés, illetve a sárkányrepülőzés a játék két újdonsága

A Mario Kart 7 továbbviszi a hagyományos Mario Kart-játékmenetet, melyben a játékosok gokartokban versenyeznek a különböző témájú versenypályákon. A legtöbb pálya a Mario sorozat különböző helyszínein alapul, de két pálya a Wii Fit, a Wii Fit Plus és a Wii Sports Resort helyszínéül szolgáló Wuhu-szigeten játszódik. A játékosok vezetés közben felhasználhatják a „power-up-tárgyakat”, melyek a pályák bizonyos pontjain elszórt ládákból nyerhetőek ki, melyekkel az ellenfelek előrehaladását lehet korlátozni vagy a játékost lehet velük segíteni a versenyzésben. Ezen power-upok között szerepelnek a sorozat korábbi tagjaiból visszatérő koopapáncélok, banánhéjak és szupergombák. A Mario Kart 7 három új tárgyat is bevezetett a Mario Kart sorozatba: a tűzvirágot, a szuperlevelet és a szerencsés hetest, utóbbi egyszerre hét tárgyhoz biztosít hozzáférést. A Super Mario Kartban bevezetett érmék is szét vannak szórva a pályákon; ezek összegyűjtőse megnöveli a gokartok végsebességét. Versenyenként legfeljebb tíz érme gyűjthető be, azonban ha a játékosok érintkeznek a veszélyekkel vagy lehajtanak a pályáról bizonyos mennyiségű érme elvész. A Mario Kart Wiiben trükkökként bevezetett ugrási mozdulatok rövid sebességnövekedést adnak a rámpákról való lehajtásokkor. A Mario Kart 7 a hagyományos irányítási módon felül a Nintendo 3DS giroszkópja segítségével is irányítható, ekkor a kamera belsőnézetre vált és a játékos az egész rendszer forgatásával irányítja a gokartot.
Mario Kart 7 különösképpen ismert arról, hogy számos új, a korábbi részekben nem látott funkcióval rendelkezik. A játékosok testre szabhatják a járműveiket, választhatnak különböző súlyú alvázak közül, a gokart különböző felületeken való irányítását befolyásoló abroncsok közül, valamint kiválaszthatják a behúzható sárkányrepülőket is, melyek lehetőséget adnak arra, hogy a játékosok a levegőben siklódjanak. A sárkányrepülőzéssel a játékosok átugorhatják a pálya bizonyos szakaszait vagy új, más módon elérhetetlen útvonalakat és rövidítéseket fedezhetnek fel. Összesen 17 alváz, 10 abroncs és 7 sárkányrepülő szerepel a játékban, melyek összesen 1190 egyedi kombinációt biztosítanak a játékosoknak a gokartjaik testreszabásában. A sorozat korábbi tagjaiban a gokart vízfelületnek való vezetése a pályáról való letérésnek bizonyult, ami a játékos több másodperces megbüntetésével járt. A Mario Kart 7-ben ezzel szemben a gokartok teljesen elmeríthetőek, a pályák bizonyos szakaszai pedig teljesen víz alatt játszódnak.
A játékban tizenhét irányítható Mario-szereplő van, köztük a Mario Kart sorozatban először itt bemutatott Wiggler, Honey Queen, Lakitu és Metal Mario, valamint a Nintendo 3DS Mii Maker alkalmazásában elmentett szereplők is. A szereplők különböző súlyosztályokra vannak felosztva, mely meghatározza a vezetési stílusukat. A Mario Kart 7 összesen 32 versenypályát kínál, melyet 16 új és 16 „klasszikus”, a korábbi hat epizódban szereplő pályák újragondolásai teszi ki. Minden verseny három körből áll, kivéve a Wuhu Loop, a Maka Wuhu és Rainbow Road pályákon zajló események, melyek egy három szegmensre felosztott körből állnak.

### Játékmódok
A Mario Kart 7-ben négy egyjátékos mód szerepel: Grand Prix, Time Trial, Balloon Battle és Coin Runners. Bizonyos játékmódok többjátékos változatban is elérhetőek. A Grand Prixben a játékos hét számítógép-vezérelt ellenféllel mérkőzhet meg nyolc különálló kupában, melyek mindegyike négy pályából áll. A játékosok a helyezésük alapján minden verseny után pontokat kapnak. Mind a négy verseny teljesítése után trófeaátadásra kerül sor, a játékosok a végső helyezésük alapján trófeát kaphatnak: bronzot a harmadik, ezüstöt a második, illetve aranyat az első helyezésért. A játékosok teljesítményük alapján a trófea mellett egy csillagrangot is kapnak. A Time Trialben a játékosok egyedül versenyeznek, hogy a verseny során bármikor felhasználható három gomba segítségével minél gyorsabban célba érjenek. A legjobb idő pályákra lebontva szellemként elmentésre kerül, mellyel a játékos a későbbi futamokon megmérkőzhet. Ha a játékos engedélyezi a SpotPasst a Nintendo 3DS-én, akkor letöltheti más játékosok szellemeit és egyszerre akár hét szellemmel is összemérheti a tudását. A Balloon Battle és a Coin Runners harci játékok, melyekben a játékosoknak a hat lezárt aréna (három új és három a korábbi részekből visszatérő) valamelyikében kell tárgyakat felszedniük, hogy azokkal megtámadják az ellenfeleket, hogy ezzel az időkorláton belül minél több pontot szerezzenek. A játékosok legfeljebb hét szereplőig interneten, a Nintendo Networkön keresztül is versenyezhetnek vagy harcolhatnak egymással. A játékadat a StreetPasson keresztül további Nintendo 3DS-konzolokkal is megosztható. Vezeték nélküli helyi vagy internetes kapcsolat esetében bizonyos versenypályák (például a 3DS Toad Circuit vagy a DS Airship Fortress) eltér az egyjátékos párjától.

### Versenypályák
A Mario Kart 7-ben 32 versenypálya található, melyből 16 a korábbi Mario Kart címekből tér vissza, míg 16 teljesen új. A pályák 8 kupára (Mushroom, Flower, Star, Special, Shell, Banana, Leaf és Lightning) vannak felosztva, minden kupában 4 versenypálya szerepel.  A Shell, a Banana, a Leaf és a Lightning kupa alkotja klasszikus versenypályákat felvonultató „Retro Grand Prixt”, míg a Mushroom, a Flower, a Star és a Special kupa alktoja a teljesen új pályákból álló „Nitro Grand Prixt”. A pályák a Mario Kart sorozathoz megszokottan a Mario univerzum helyszínein alapulnak, mely alól kivételt képeznek az új, a Wii Sports címeken alapuló Wuhu Island és Maka Wuhu pályák. Ezeken felül a harci módokban hat aréna érhető el, közülük három új és három klasszikus pálya.[forrás?]

## Fejlesztés
A Nintendo EAD 2010 elején kezdte meg a Mario Kart 7 fejlesztését. A sárkányrepülőzés és az elmerülő gokartok ötlete az előző Mario Kart játék, a Mario Kart Wii fejlesztése alatt merült fel, és ezek voltak az egyik első elkészített játékmechanikai elemek. A játékos gokartjának testreszabhatósága azért került bele a játékba, hogy ezzel a játékmenetet stratégikusabbá tegyék és növeljék a többjátékos élményt. A játékot nyilvánosan először a 2010-es Electronic Entertainment Expón jelentették be Mario Kart 3DS munkacímmel, majd a 2011-es E3-on is bemutatták, ahol késői 2011 megjelenési dátumot kapott.
Mivel a Nintendogs + Cats megjelenése előbbre esett, ezért a Mario Kart 7 alacsonyabb prioritást kapott és mindössze nyolc személyt osztottak be rá. Amikor elérkezett az idő a játékra való összpontosításra Konno Hideki producer ráeszmélt, hogy nincs elegendő szabad embere, mivel a Mario Kart 7-tel párhuzamosan számos egyéb cím, köztük a 2011-re átcsúszott The Legend of Zelda: Skyward Sword fejlesztése is zajlott. Annak érdekében, hogy befejezzék a játékot a 2011-es karácsonyi szezonra a Nintendo felkérte a Donkey Kong Country Returns fejlesztésével végzett Retro Studiost a játék társfejlesztésére. A Retro 2010 decemberében kezdett el dolgozni a Mario Kart 7-en. A csapat a klasszikus versenypályák, a korábbi Mario Kart címek pályáinak újragondolt változatainak elkészítésre összpontosított, hogy megértésék a „[Mario Kart játékok] fejlesztési folyamatát” és, hogy „tervezési szemszögből mitől lesz jó egy pálya”.
A játék zenéjét a korábbi Mario Kart címeken, így a Mario Kart 64-en és a Mario Kart: Double Dash‼-en is dolgozó Nagata Kenta, és a Star Fox 64 3D zeneszerzője Terui Szatomi szerezte.

### Technikai problémák
A Mario Kart 7 megjelenése után nem sokkal felfedezték, hogy három versenypálya (Wuhu Loop/Wuhu Island Loop, Maka Wuhu/Wuhu Mountain Loop és GBA Bowser Castle 1) tartalmaz egy hibát, mellyel a játékosok a pálya jelentős hányadát átugorhatják, melyet az internetes versenyek alkalmával csalásként gyakran ki is használtak. Ugyan a Nintendo 2012 januárjában azt mondta, hogy nem tervezik a hibák kijavítását, azonban 2012. május 15-én a Nintendo eShopon keresztül elérhetővé vált egy patch, mely eltávolítja a hibákat az internetes játékok alkalmával. Azon játékosok, akik nem töltik le és nem telepítik a foltot nem csatlakozhatnak a Mario Kart 7 internetes játékmódjaiba. A javítás nincs kihatással az egyjátékos (Grand Prix, Time Trials és StreetPass) és a helyi vezeték nélküli játékmódokra.

## Fogadtatás
| Összegzőoldal | Értékelés |
| ------------- | --------- |
| Metacritic    | 85/100    |

| Szerző                | Értékelés |
| --------------------- | --------- |
| CVG                   | 9,4/10    |
| Destructoid           | 5/10      |
| Eurogamer             | 8/10      |
| Game Informer         | 8,5/10    |
| Giant Bomb            | 3/5       |
| IGN                   | 9/10      |
| Nintendo World Report | 8,5/10    |

Mario Kart 7 elsősorban pozitív kritikai fogadtatásban részesült. A játék 60 kritikus véleménye alapján 85/100-as átlagpontszámon áll a Metacriticen. Az IGN 9/10-es pontszámot adott a játékra, dicsérve a „maréknyi fantasztikus innovációt” és a játék többjátékos módjait, különösen a közösségi funkciókat és a személyre szabható versenyszabályokat, azonban kritizálva a Mario Kart Wii 25 szereplőjéhez hasonlítva kicsi, mindössze 17 szereplőből álló gárdáját. A Computer and Video Games 9,4/10-es pontszámmal díjazta a játékot, míg a Eurogamer 8/10-essel. A Nintendo World Report 8,5 pontot adott a játékra, hozzáfűzve, hogy az nem nagyon tér el az elődeitől és a sárkányrepülőzés kihasználatlannak érződik.
Jim Sterling a Destructoidnak írt cikkében jóval negatívabb véleménnyel volt, 5/10-ot adva a játéknak, hozzáfűzve, hogy „a hagyományokhoz való ragaszkodás nem kedvezett a Nintendónak” és az új sárkányrepülős és víz alatti pályaszakaszok „a változatosság látszatának megteremtése végett léteznek, ahelyett, hogy azok tényleg megváltoztatnák az alapvető tapasztalatot”. A Giant Bomb 3/5-ös pontszámmal jutalmazta a játékot, kiemelve, hogy „a Mario Kart 7-tel szembeni élvezeted valószínűleg [a sorozat] képletének töretlen nagyra értékelésedből fog fakadni”.
A Mario Kart 7 megkapta az IGN szerkesztői ajánlatát. A Mario Kart 7 jelölve volt a „legjobb 3DS-játék” és a „legjobb versenyjáték” kategóriákban a GameTrailers 2011-es év játéka díjátadóján, azonban előbbit a Super Mario 3D Land, míg utóbbit a Forza Motorsport 4 nyerte meg. A Digital Spy olvasói a Mario Kart 7-et a 2011-es év legjobb játékának választották. Az Edge szerkesztősége a 2011-es év legjobb hordozható játéka címét ítélte oda a Mario Kart 7-nek.
A Guinness Rekordok Könyvének 2013-as játékosok kiadásában a Mario Kart 7-et minden idők legkelendőbb kézikonzolos versenyjátékának kiáltották ki.
A Mario Kart 7-ből 2014 augusztusáig 3,48 millió példány kelt el az Amerikai Egyesült Államokban. Japánban a játékból 2,7 millió példány fogyott 2017. január 8-ig. 2020. szeptember 30-ig világszerte 18,92 millió példány kelt el a játékból. A játékot a Kids Choice Awardszon kétszer is jelölték a „kedvenc videójáték” kategóriában, azonban 2012-ben a Just Dance 3, míg 2013-ban a Just Dance 4 nyert.